# Schmalspurbahn Lochaber
| Lochaber Brücke Nr. 15 |                           |                           |                           |
| Streckenlänge: | 40 km                     |                           |                           |
| Spurweite: | 914 mm (engl. 3-Fuß-Spur) |                           |                           |
| |                           |                           |                           |
| \| \| \| Pier Head (Loch Linnhe) \| \| \| \| \| West Highland Railway \| \| \| \| \| A82 \| \| \| \| \| Base Camp/Fabrik \| \| \| \| \| \| \| \| \| \| Standseilbahn \| \| \| \| \| Portals \| \| \| \| \| 'Possil Park' \| \| \| \| \| \| \| \| \| \| Adit 10 \| \| \| \| \| \| \| \| \| \| The Cour \| \| \| \| \| \| \| \| \| \| Shaft/Intake 7 \| \| \| \| \| \| \| \| \| \| \| \| \| \| \| 'Central' (Gleisdreieck) \| \| \| \| \| Allt Leachdach \| \| \| \| \| \| \| \| \| \| Valve Shafts (Loch Treig) \| \| \| \| \| \| \| \| \| \| West Highland Railway \| \| \| \| \| Fersit (WHR) \| \| \| \| \| Fersit \| \| \| \| \| Shaft C \| \| \| \| \| \| \| \| \| \| \| \| \| \| \| \| \| \| \| \| Brücke am Laggan Dam \| \| \| \| \| Roughburn Camp \| \| |                           |                           |                           |
| U-Bahn-Betriebs-/Güterbahnhof Streckenanfang (Strecke außer Betrieb) |                           | Pier Head (Loch Linnhe)   | Pier Head (Loch Linnhe)   |
| U-Bahn-Kreuzung mit Eisenbahn geradeaus oben (Strecke geradeaus außer Betrieb) |                           | West Highland Railway     | West Highland Railway     |
| |                           | A82                       |                           |
| U-Bahn-Dienststation / Betriebs- oder Güterbahnhof (Strecke außer Betrieb) |                           | Base Camp/Fabrik          | Base Camp/Fabrik          |
| |                           |                           |                           |
| U-Bahn-Strecke (außer Betrieb) |                           | Standseilbahn             | Standseilbahn             |
| U-Bahn-Strecke (außer Betrieb) |                           | Portals                   | Portals                   |
| U-Bahn-Dienststation / Betriebs- oder Güterbahnhof (Strecke außer Betrieb) |                           | 'Possil Park'             | 'Possil Park'             |
| U-Bahn-Strecke (außer Betrieb) |                           |                           |                           |
| U-Bahn-Strecke (außer Betrieb) |                           | Adit 10                   | Adit 10                   |
| |                           |                           |                           |
| U-Bahn-Brücke über Wasserlauf (Strecke außer Betrieb) |                           | The Cour                  | The Cour                  |
| U-Bahn-Strecke (außer Betrieb) |                           |                           |                           |
| U-Bahn-Strecke (außer Betrieb) |                           | Shaft/Intake 7            | Shaft/Intake 7            |
| |                           |                           |                           |
| U-Bahn-Strecke (außer Betrieb) |                           |                           |                           |
| U-Bahn-Abzweig geradeaus, nach links und von links (Strecke außer Betrieb) |                           | 'Central' (Gleisdreieck)  | 'Central' (Gleisdreieck)  |
| U-Bahn-Brücke über Wasserlauf (Strecke außer Betrieb) |                           | Allt Leachdach            | Allt Leachdach            |
| U-Bahn-Strecke (außer Betrieb) |                           |                           |                           |
| U-Bahn-Betriebs-/Güterbahnhof Streckenanfang und quer (Strecke außer Betrieb) · U-Bahn-Abzweig nach rechts und von rechts (Strecke außer Betrieb) |                           | Valve Shafts (Loch Treig) | Valve Shafts (Loch Treig) |
| U-Bahn-Strecke (außer Betrieb) |                           |                           |                           |
| U-Bahn-Strecke (außer Betrieb) |                           | West Highland Railway     | West Highland Railway     |
| U-Bahn-Kreuzung mit Eisenbahn geradeaus oben (Strecke geradeaus außer Betrieb) · Strecke nach rechts |                           | Fersit (WHR)              | Fersit (WHR)              |
| U-Bahn-Dienststation / Betriebs- oder Güterbahnhof (Strecke außer Betrieb) |                           | Fersit                    | Fersit                    |
| U-Bahn-Strecke (außer Betrieb) |                           | Shaft C                   | Shaft C                   |
| |                           |                           |                           |
| U-Bahn-Strecke (außer Betrieb) |                           |                           |                           |
| U-Bahn-Abzweig nach rechts und von rechts (Strecke außer Betrieb) |                           |                           |                           |
| U-Bahn-Brücke über Wasserlauf (Strecke außer Betrieb) |                           | Brücke am Laggan Dam      | Brücke am Laggan Dam      |
| U-Bahn-Betriebs-/Güterbahnhof Streckenende (Strecke außer Betrieb) |                           | Roughburn Camp            | Roughburn Camp            |

Die Schmalspurbahn Lochaber war eine 40 km lange Werkseisenbahn mit einer Spurweite von 914 mm (3 Fuß). Sie wurde für die Bau- und die Wartungsarbeiten eines 15 km langen wasserführenden Tunnels vom Loch Treig zum Lochaber-Wasserkraftwerk bei Fort William in Schottland gebaut, das Strom für die Aluminiumproduktion der British Aluminium Company erzeugte. Sie war umgangssprachlich als Old Puggy Line bekannt.

## Bau
Die Baufirma Balfour Beatty nutzte die Bahnlinie während des Tunnelbaus für den Transport von Bauarbeitern und Gütern. Die Bahnlinie sollte eigentlich nur vorübergehend betrieben werden. Nach der Einweihung des Tunnels wurde aber entschieden, den Bahnbetrieb für die Wartung des Tunnels aufrechtzuerhalten.

## Streckenverlauf
Das Bahnbetriebswerk war in einem Industriegelände, das anfangs 'Base Camp' genannt wurde, wo es Schuppen für die Loks und Draisinen gab. Dort gab es unter anderem Dreischienengleise mit 914 und 1435 mm Spurweite.

### Pier Railway
Die 1,75 km lange Pier Railway führte vom 'Base Camp' zu einer Pier am Loch Linnhe, an der die Baumaterialien von Schiffen auf die Schmalspurbahn umgeladen wurden. Sie überquerte die West Highland Railway und die Mallaig Extension Railway der LNER auf unterschiedlichen Brücken östlich von Mallaig Junction, wie die heutige Fort William Junction damals hieß.
Später wurde sie zum Transport von Aluminiumoxid und zum Transport von Aluminium-Barren verwendet. Sie wurde 1927 auf eine neue Trasse verlegt, um Platz für das Dorf Inverlochy zu schaffen und um statt des Bahnübergangs über die A82 eine Brücke einzurichten.
Eine ursprünglich geplante Elektrifizierung wurde nie durchgeführt. Außerdem blieb die Strecke eingleisig, obwohl die Brücken und Bahndämme bereits für den zweigleisigen Betrieb dimensioniert worden waren.

### Upper Works Railway
Die 19 km lange Upper Works Railway führte vom Base Camp zu den Ventil-Schächten am Loch Treig. Über die ersten 4,25 km gab es einen steilen Anstieg mit 1:30 oder sogar 1:25. Es gab etwa 90 Brücken auf der Strecke. Die meisten Gerüstpfeilerbrücken waren anfangs aus Holz errichtet, wurden dann aber unter Verwendung passender Schrottteile aus der Fabrik in Stahlbrücken umgebaut. Etwa in der Mitte der Strecke lag ein Gleisdreieck, an dem Züge wenden konnten.

### Portal Incline Railway
Die Portal Incline Railway war eine kurze Abzweigung in der Nähe des Base Camps. Sie führte bis auf eine Höhe von 167,6 m über Normalnull. Die Züge wurden mit einer elektrischen Winde über die Steilstrecke gezogen.

### Abzweigung zum Stollen 10
Die 0,75 km lange Abzweigung zum Stollen 10 (Adit 10) zweigte von der Upper Works Railway ab.

### Abzweigung zum Schacht 7
Die 0,5 km lange Abzweigung zum Schacht 7 (Shaft/Intake 7) zweigte von der Upper Works Railway ab.

### Treig-Laggan Railway
Die 1930 errichtete 3,25 km lange Treig-Laggan Railway zweigte von der Upper Works Railway zum Laggan Dam am Loch Laggan ab. Sie überquerte die West Highland Railway bei Fersit auf einer Holz-Trestlebrücke mit 26 Jochen, die schrittweise in einen Bahndamm eingeschüttet wurde.

### Abzweigung zum Schacht C
Die 0,8 km lange Abzweigung zum Schacht C (Shaft C) zweigte von der Treig-Laggan Railway ab.

## Stilllegung
Im Oktober 1971 unterspülte starker Regen einen Teil der Upper Works Railway, wodurch das Gleis auf einer Länge von 21 m zerstört wurde, so dass eine Wiederinbetriebnahme in Frage gestellt wurde. Zwei Loks und zwei Draisinen saßen seitdem auf dem kürzeren Streckenabschnitt fest. Zu dieser Zeit baute die Forestry Commission Zugangsstraßen in der Gegend. Daher wurde entschieden, dass weitere Straßen errichtet werden sollten, anstatt das Gleis zu reparieren. Dennoch wurde der Eisenbahnbetrieb während des Straßenbaus noch für mehrere Jahre aufrechterhalten. Die Bahnlinie wurde schließlich 1977 stillgelegt.

## Überreste
Nach der Stilllegung wurden die Gleise abgebaut, aber die Stahlbrücken blieben weitgehend stehen. Es sind sogar noch einige Gleisabschnitte erhalten, insbesondere auf den längeren Brücken. Es wird überlegt, die Bahnstrecke als Touristenattraktion wieder in Betrieb zu nehmen.